# Самаел
Самаел је пали анђео, који је један од најважнијих према различитим верским традицијама. За Јевреје је „анђео смрти“, а за хришћане представља врло сличну концепцију као и сотона.
Његове карактеристике укључују смрт, уништавање и способност оптуживања и искушења. Самаел, такође, поседује особине повезане са добром. То је део и небеске хијерархије и списка прогнаних из раја.
Његово име потиче од две јеврејске речи, „Сам“ што значи отров и „Он“, који се односи на Бога, што значи да у целости значи „Божји отров“. Каже се да је управо он био задужен за суђења смрти која је Бог одредио.
Стари Грци су, пак, тврдили да се име „Самаел“ односи на анђела смрти, који влада петим небом.
У антропозофији је везан за Зеитгеист, концепт из немачке филозофије 19. века који говори о невидљивој сили која утиче на одређени тренутак у историји. Свака епоха имала је период од 360 година у коме је Зеитгеист наступио.
Свети Григорије Велики, папа 6. века, сврстава Самаела међу седам главних арханђела који су морали да испуне одређени задатак у одређеном задатом периоду.

## Самаел кроз различите културе
Око Самаела постоји више прича, значења и студија које се разликују у зависности од различитих традиција света везаних за културу и религију.

### Унутар јудаизма
У јеврејској традицији Самаел је представљен као „анђео смрти“. У Варуховој књизи, деутероканонски текст Библије, појављује се као особа задужена за садњу „Дрвета знања“.
У облику освете, Самаел искушава Адама искушењем. Повезан је с тим што је змија искушења Еве. Енохова књига такође спомиње Самаела као део побуне анђела, иако се у томе он не појављује као вођа.
Самаел се појављује у Зохару, збирци коментара који су усредсређени на мистицизам, психологију и космогонију у односу на Тору. У овим списима Самаел је повезан са Сатаном, називајући га „богом озбиљности”. У другим кабалистичким текстовима, Самаел је наведен као „пети архангел света Бриах“, други небески свет описан у оквиру кабале.
Такође се говори о Самаеловом сједињењу са Лилит, женом која је створена пре Еве да би испунила исту улогу. Каже се да је Лилитх родила неколико демонске деце, укључујући једног од Самаелових синова, званог „Самаелов мач“.
И Самаел и Лилит су у раним временима јеврејске традиције били главни демони, међутим, тек у 13. веку се помињу у сродству и у пару.

## Гностичке струје
Унутар докумената који се односе на гностицизам, Самаел је повезан са демијургом, дефинисаним као ентитет који је промовисао стварање Универзума.
Демијург је познат под другим именима попут Јалдабаота, који се прогласио највишом и апсолутном божанскошћу свемира. Касније је то био глас Софије (женско божанство повезано са знањем), која му је дала име Самаел, због свог незнања.
У неким гностичким текстовима име Самаел се манифестује као „слепи бог“. Ова карактеристика је уско повезана са хришћанским схватањем зла, јер се сматра да је то способно за слепе људе.

## Порекло имена Самаел
Прво се име Самаел појавило у Еноховој књизи, као заступник међу анђелима који су се побунили против Бога. Овај хебрејски текст излаже имена „Самане“ и „Семиел“ као претходнице садашњег Самаела.
Грци су узели византијску верзију Енохове књиге и задржали име „Самиел“ са изворним значењем „слеп“. Верзија Самаел потиче из дела грчког епископа Иринеја за офитске секте.